# Diplolepis diemii
Diplolepis diemii är en oleanderväxtart som först beskrevs av T.Mey., och fick sitt nu gällande namn av Hechem och C.Ezcurra. Diplolepis diemii ingår i släktet Diplolepis och familjen oleanderväxter. Inga underarter finns listade i Catalogue of Life.